# Rychlostní silnice S1 (Rakousko)
Rychlostní silnice S1 (německy Wiener Außenring Schnellstraße, česky vnější rychlostní obchvat Vídně), je rychlostní silnice dálničního typu v Rakousku a důležitá součást regionálního okruhu kolem Vídně. Po dokončení povede ve východním půlkruhu kolem hlavního města a odlehčí městským dálnicím.
V současné době jsou v provozu jižní a severní obchvat, které byly otevřeny v letech 2006-2010. Jižní úsek spojuje jižní dálnici A2 a vnější okruh Vídně A21 od křižovatky Vösendorf s východní dálnicí A4 u křižovatky Schwechat. Severní úsek začíná na křižovatce vídeňského severního okruhu S2 u Süßenbrunnu a vede přes křižovatku Eibesbrunn se severní dálnicí A5 ke křižovatce Korneuburg s dálnicí A22 na břehu Dunaje. Poslední úsek mezi křižovatkou Schwechat a Süßenbrunnem je v plánu.
Silnice S1 má z hlediska zákona o silničním provozu status dálnice a podléhá dálničním známkám a mýtnému. Úsek Vösendorf-Schwechat provozuje a udržuje společnost ASFiNAG, úsek Süßenbrunn-Korneuburg společnost Bonaventura Straßenerhaltungs-GmbH.

## Význam
Zastánci očekávají, že S1 uleví od přetížení frekventované Vídeňské jihovýchodní tangenty A23, zatímco odpůrci se obávají rychlého nárůstu tranzitní dopravy i na přilehlých dálnicích. Proto se organizace na ochranu přírody opakovaně snažily výstavbu zdržet prostřednictvím soudních sporů a námitek námitek.
Od otevření prvního úseku S1 mezi Vösendorfem a Schwechatem se provoz na tangentě výrazně snížil. Až 60 000 vozidel, tedy třetina kamionů, od té doby jezdí méně po A23. S1 výrazně uleví tangentě zejména pro dopravu ve směru západ-východ poskytuje S1 mnohem rychlejší spojení než přes A23 a oblast města Vídně.
Podél silnice S1 platí celoplošný zákaz tranzitu nákladních automobilů nad 3,5 tuny na silnicích nižší třídy, aby se zakázala tranzitní doprava z měst a zabránilo se obcházení mýtného.

## Úseky trasy

### Vösendorf-Schwechat (jižní obchvat)
Trasa dlouhá 16,2 km mezi křižovatkou Vösendorf (A2, A21) a křižovatkou Schwechat (A4) byla původně plánována ve 40. letech 20. století. Ale teprve s výstavbou dálnice A21 se zde začalo znovu plánovat jako "B 301". Mezitím již byly velké části původní trasy zastavěny, takže bylo nutné provést nejen četné výkupy pozemků, ale také ražbu tunelů (například v oblasti Rannersdorfu).
Dne 25. října 2001 byly konečně zahájeny stavební práce na 16,2 km dlouhé trase „S1-Süd“ od křižovatky Vösendorf ke křižovatce Schwechat. Trasa vede střídavě po území Vídně a Dolního Rakouska, prochází pěti tunely a na podružnou silniční síť je napojena osmi křižovatkami.
Dne 10. prosince 2004 byl otevřen první úsek mezi jižním a východním Schwechatem a následně 4. března 2005 úsek až ke křižovatce Schwechat. Celý úsek Vösendorf-Schwechat byl otevřen 28. dubna 2006.
Čerpací stanice Schwechat se nachází mezi křižovatkami Leopoldsdorf a Rannersdorf.

### Schwechat-Süßenbrunn (východní obchvat, v plánu)
Viz také: Tunel Lobau
Silnice S1 má být prodloužena od křižovatky Schwechat (A 4) na sever ke křižovatce Süßenbrunn (S 1). Tato část je také známá jako „severovýchodní obchvat“ a dříve byla plánována jako B 305. Na výběr bylo několik variant. V březnu 2005 bylo rozhodnuto vést trasu S1 pod Dunajem na dolnorakouské území a dále na sever podél hranic Vídně.
Plánovaná trasa vede východně od elektrárny Freudenau pod Dunajem a pod národním parkem Donau-Auen 8,2 km dlouhým dvoutubusovým tunelem. Každý ze dvou tubusů o průměru 15 m bude mít dva jízdní pruhy a jeden odstavný pruh. Základna tunelu bude asi 50 m pod povrchem, tedy pod vrstvami štěrku v naplaveninách. Pokud se stavba tunelu provádí hornickými metodami, mají speciální "uzavřené tunelovací stroje" zabránit odvodnění nebo kontaminaci podzemních vod. Tunelové úseky, které budou budovány metodou "cut-and-cover", budou budovány po úsecích v uzavřených, utěsněných výkopech, aby i zde bylo dosaženo co nejnižšího snížení hladiny podzemní vody.
Pro zvýšení bezpečnosti provozu budou tunelové trouby opatřeny příčnými přejezdy, po kterých se bude chodit v intervalech 500 m a jezdit v intervalech 1000 m, a bude zde platit obecné omezení rychlosti na 80 km/h. Vzhledem k tomu, že v oblasti přírodní rezervace nesmí být postaveny žádné technické stavby, bude tunel ve svých portálech větrán.
Stavba bude probíhat ve dvou úsecích, od Süßenbrunnu po Groß-Enzersdorf a od Groß-Enzersdorfu přes Lobau a Dunaj po křižovatku Schwechat. Výstavba úseku ze Süßenbrunnu do Groß-Enzersdorfu má být zahájena současně s výstavbou prvního úseku dálnice Marchfeld. Zatímco původně bylo zahájení výstavby plánováno na rok 2014 a dokončení na rok 2016, v červenci 2014 bylo nově oznámeno zahájení výstavby v druhé polovině roku 2016 a dokončení v roce 2018.První úsek mezi Süßenbrunnem a Groß-Enzersdorfem má být zahájen současně s výstavbou prvního úseku rychlostní silnice Marchfeld.
Druhý úsek mezi městy Groß-Enzersdorf a Schwechat by měl být zahájen v roce 2018 a dokončen v roce 2025. Po podání odvolání proti rozhodnutí o udělení povolení v řízení EIA dne 27. března 2015 byl případ znovu projednáván před Spolkovým správním soudem. Podle zákona EIA byl však projekt výstavby v květnu 2018 opět schválen. Odpůrci tunelu se proti tomuto rozhodnutí odvolali ke správnímu soudu a řízení je stále otevřené (rozhodnutí se očekává v letech 2021/2022). Proti rozhodnutí města Vídně o povolení k ochraně přírody podala odvolání také organizace na ochranu přírody, o kterém nyní musí rozhodnout Spolkový správní soud.
Uvažovalo se také o výstavbě levnějšího mostu přes Dunaj namísto tunelu Lobau. Dne 1. prosince 2021, po vyhodnocení projektu, oznámila odpovědná ministryně dopravy Leonore Gewesslerová (Zelení), že stavba tunelu nebude dále pokračovat. 

### Süßenbrunn-Korneuburg (severní obchvat)
Po vídeňské Nordrand Schnellstraße S2 u Süßenbrunnu byla v letech 2007 až 2009 vybudována silnice S1 až k severní dálnici A5 u křižovatky Eibesbrunn. Mezi nimi leží křižovatka Seyring, pro kterou byla vybudována samostatná přivaděčová silnice, takzvaný Spange Seyring. Na přibližně 10 km dlouhém úseku ze Süßenbrunnu do Eibesbrunnu prochází S 1 pod oběma železnicemi Nordbahn a Laaer Ostbahn v podobě žlabových konstrukcí. K otevření tohoto úseku, který byl po dobu výstavby nazýván „S1-Ost“, došlo 31. října 2009. Od podzimu 2010 do června 2011 byla otevřena čerpací stanice Deutsch-Wagram.
Až do otevření úseku silnice S 1 mezi Groß-Enzersdorfem a Süßenbrunnem je úsek mezi plánovanou křižovatkou Süßenbrunn a hranicí mezi Vídní a Dolním Rakouskem, severně od křižovatky Süßenbrunn, součástí silnice Wien Nordrand Schnellstraße S2. Od roku 2014 nese i tento úsek silnice označení S1.
Za křižovatkou Eibesbrunn vede silnice S1 na dálnici A 22 na břehu Dunaje u křižovatky Korneuburg. Zhruba polovina tohoto 13,5 km dlouhého úseku vede v tunelu a nese označení S1-West.
Poté, co rakouský ústavní soud v létě 2007 zrušil původní nařízení o trase tohoto úseku kvůli formální chybě, musel být proces EIA proveden znovu. Protože však již byly k dispozici všechny znalecké posudky z předchozího řízení, bylo možné toto řízení dokončit v mnohem kratší době než obvykle. Od 27. prosince 2007 byla rozhodnutím Spolkového ministerstva dopravy, inovací a technologií znovu stanovena trasa S1 West.
S1 West bude vedena třemi tunely. Dva podzemní tunely Kreuzenstein a Stetten byly vybudovány metodou „cut-and-cover“, zatímco tunel Tradenberg je prvním tunelem ve Weinviertelu, který byl vybudován hornickou technikou. Po 37 měsících výstavby byl 31. ledna 2010 zahájen provoz na dálnici S1 West.
Oba úseky (S1 Východ a Západ), stejně jako Severní dálnici a obchvat Süßenbrunnu S2, staví v rámci PPP Východní region prostřednictvím modelu partnerství veřejného a soukromého sektoru společnost Bonaventura Straßenerrichtungs-GmbH (konsorcium HOCHTIEF PPP Solutions GmbH, ALPINE Bau GmbH a Egis Projects) a následně je po dobu 30 let provozuje společnost Bonaventura Straßenerhaltungs-GmbH.

### Aspern Urban jezerní spojnice (v plánu)
Podle původních plánů mělo být výškové napojení na městskou část Aspern u jezera zajištěno prodloužením dálnice A 23 (Südosttangente) od křižovatky Hirschstetten ke křižovatce S1 u Raasdorfu. Na základě novely spolkového zákona o pozemních komunikacích ze dne 29. července 2011 byla tato varianta zamítnuta a místo toho bude v rámci S1 vybudován pouze úsek od křižovatky Raasdorf po křižovatku Seestadt West. Spojnice S1 Seestadt West - A23 Hirschstetten bude vídeňským magistrátem modernizována na čtyřproudovou městskou silnici, na kterou město Vídeň obdrží zvláštní dotaci od spolkové vlády. Délka městského propojení Aspern je 4,6 km. Trasa povede z křižovatky Raasdorf přímo na sever vedle lanovky Marchegger Ostbahn. Mezi křižovatkami Telefonweg a Seestadt Ost je na Cassinonestraße plánován zelený most přes silnici a železniční trať. Spojovací silnice Seestadt Aspern bude vybudována se stavebně oddělenými jízdními pruhy, z nichž každý bude mít dva jízdní pruhy a jeden parkovací pruh.
Městská silnice se má stavět od konce roku 2021, výstavba Spange Seestadt Aspern má začít v roce 2022. Náklady na Spange se odhadují na 225 milionů eur. Na městskou silnici schválilo městské zastupitelstvo 460 milionů eur. Pokud bude doprava uvolněna podle plánu v roce 2025, Spange a městská silnice budou průjezdné, ale S1 na křižovatce u Raasdorfu (zatím) nebude.

## Technika
Díky svému vybavení je S1 považována za nejmoderněji vybavenou dálnici nebo rychlostní silnici v Rakousku. Podél celé trasy jsou instalovány stropní ukazatele v podobě hranolových směrovek a LED displejů, které mohou v závislosti na dopravní situaci zobrazovat řidičům různé trasy, upozornění, omezení rychlosti a další zprávy prostřednictvím systému řízení dopravy. Všechny jsou automaticky řízeny dispečinkem ve Vídni-Inzersdorfu.
Ve třech tunelech S1 jih jsou instalovány čerpací stanice, které odčerpávají veškerou srážkovou vodu, která se nahromadí.

## Kritika

### Strukturální kritika

#### Uzel Schwechat
Bezprostředně po otevření úseku Vösendorf - Schwechat se objevila silná kritika napojení na dálnici A 4 na křižovatce Schwechat. Předchozí křižovatka Schwechat nebyla v rámci výstavby dálnice S1 Jih modernizována, aby se zabránilo dopravním překážkám na dálnici A 4. Stávající křižovatka byla navržena jako dvojitá, ale s velmi malými poloměry oblouků.
Bezprostředně po otevření silnice S1 docházelo na křižovatce Schwechat k velmi častým vážným nehodám. I přes následné omezení rychlosti na 60 km/h jeli účastníci silničního provozu na křižovatce Schwechat příliš rychle na poloměr zatáčky, což mělo za následek četné oběti nehod a nakonec i smrtelné zranění. Nepomohlo ani zdrsnění vozovky v nebezpečné zóně kvůli kombinaci malých poloměrů zatáček a vysoké rychlosti. Po smrtelné nehodě byl původní plán zavržen a okamžitě byla zahájena rekonstrukce, která byla dokončena v prosinci 2006.

#### Značení
Další výtkou je, že značení, zejména rychlostních limitů, je velmi nepřehledné. Na jedné straně jsou na visutých mostech namontovány dálkově ovládané proměnné dopravní značky. Kromě toho stále platí omezení pro nákladní vozidla s dodatkovými tabulkami.

#### Jízda v protisměru
Rekonstrukce obou silnic S1 a A4 vedla již v prvních měsících po otevření k rekordnímu počtu „řidičů v protisměru“ (16 za pouhé čtyři měsíce). Dálniční policie to zdůvodňuje tím, že většina "řidičů v protisměru" projede křižovatku kvůli nepřiměřené rychlosti a pak se otočí nebo se vrátí zpět na dálnici.

### Ochrana přírody
V případě plánovaného prodloužení silnice S1 v oblasti Lobau panují obavy, že ačkoli samotná doprava povede pod ní, výfukové plyny z tunelu budou vyvedeny doprostřed přírodní rezervace.
Z těchto a dalších důvodů se opakovaně objevily občanské iniciativy proti rozšíření na sever. Například v prosinci 2006 obsadili oblast, kde se provádějí zkušební vrty, demonstranti a stavebním firmám bylo zabráněno ve vrtání. Ty mohly být provedeny až po osmi týdnech po hrozbě soudního řízení ze strany ASFINAG a po příslibu kulatého stolu, kterého se mají zúčastnit i ekologové.

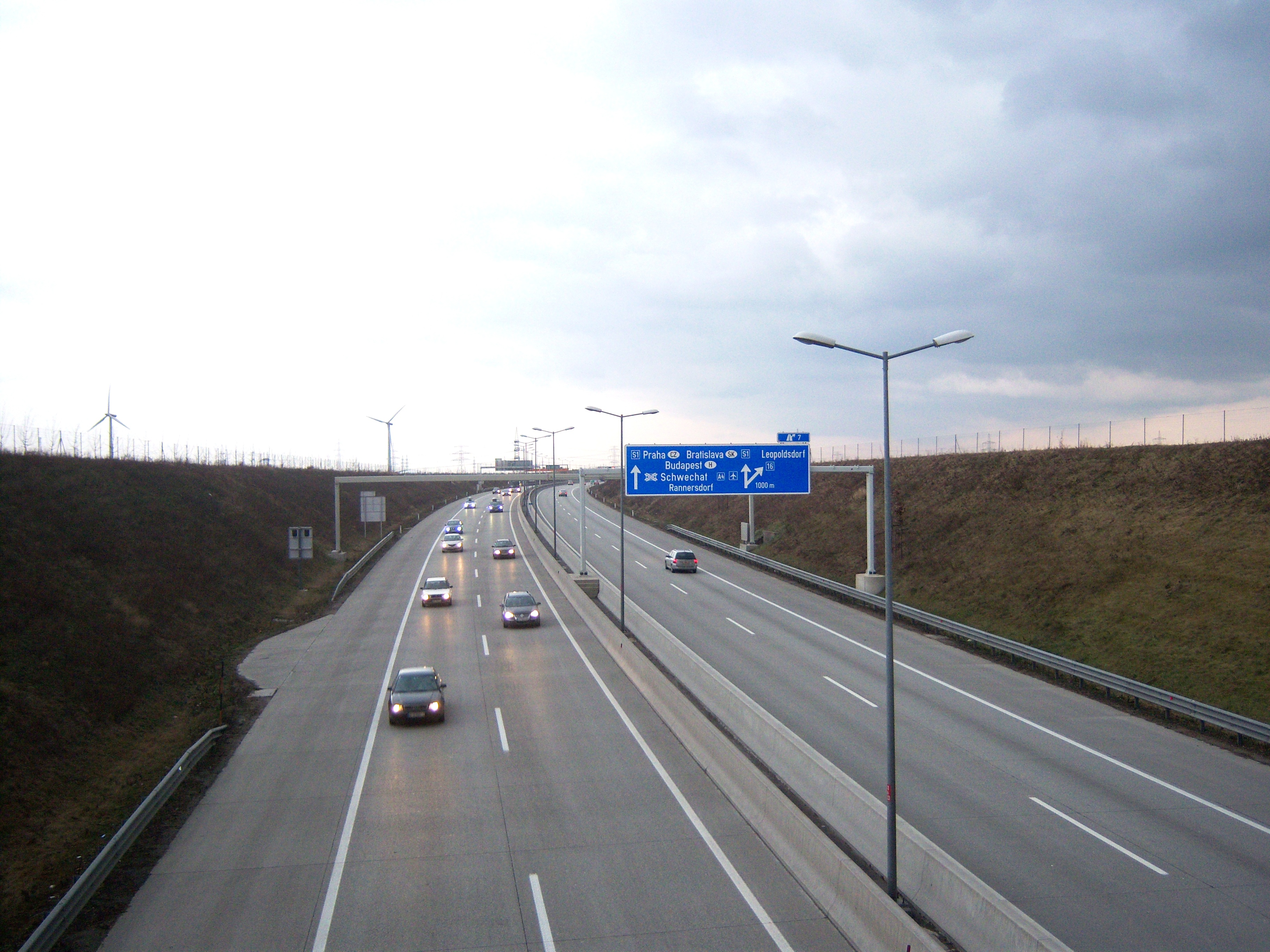
Jižní část S1 u Leopoldsdorfu
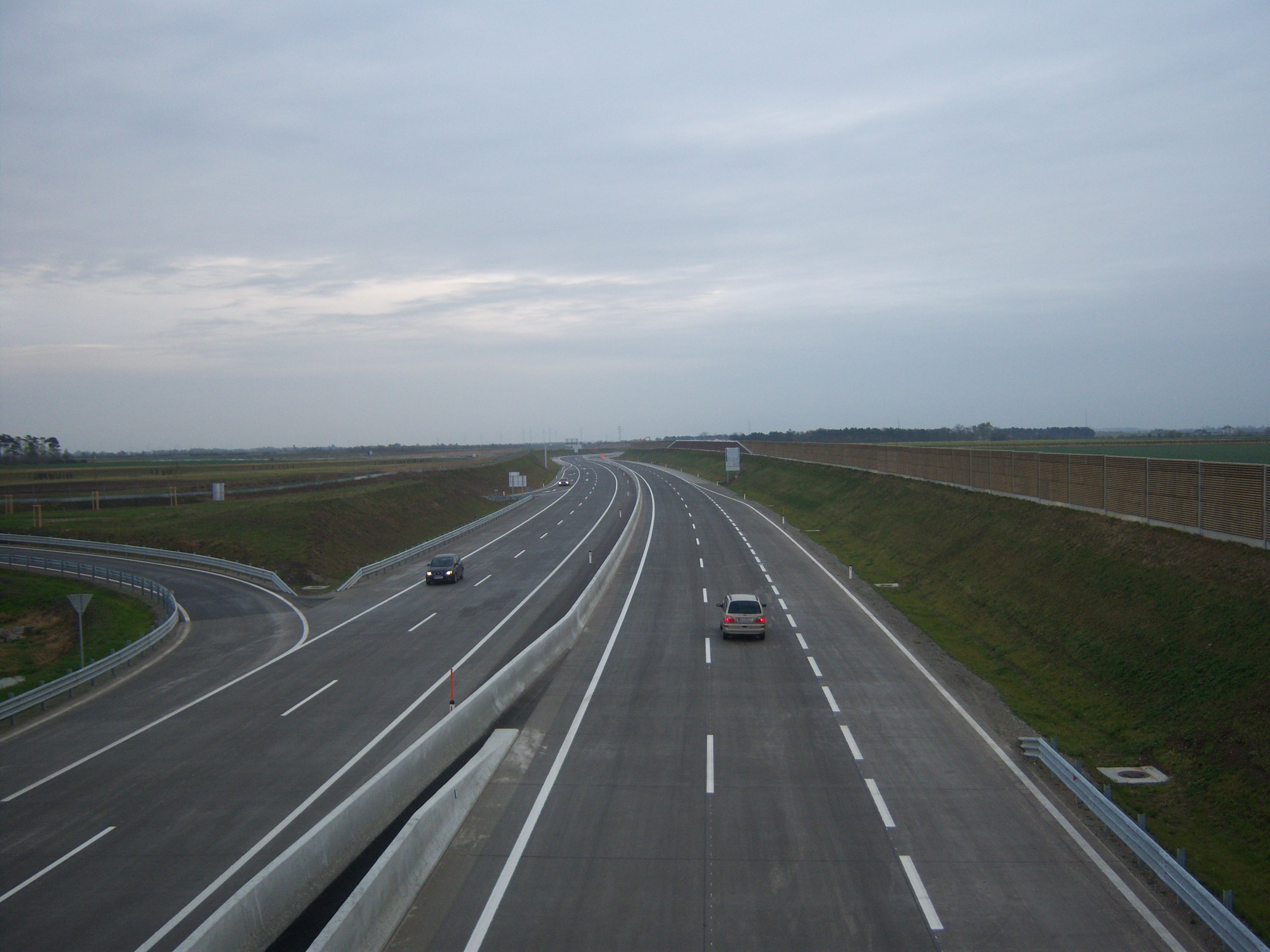
Severní část S1 u Seyringu
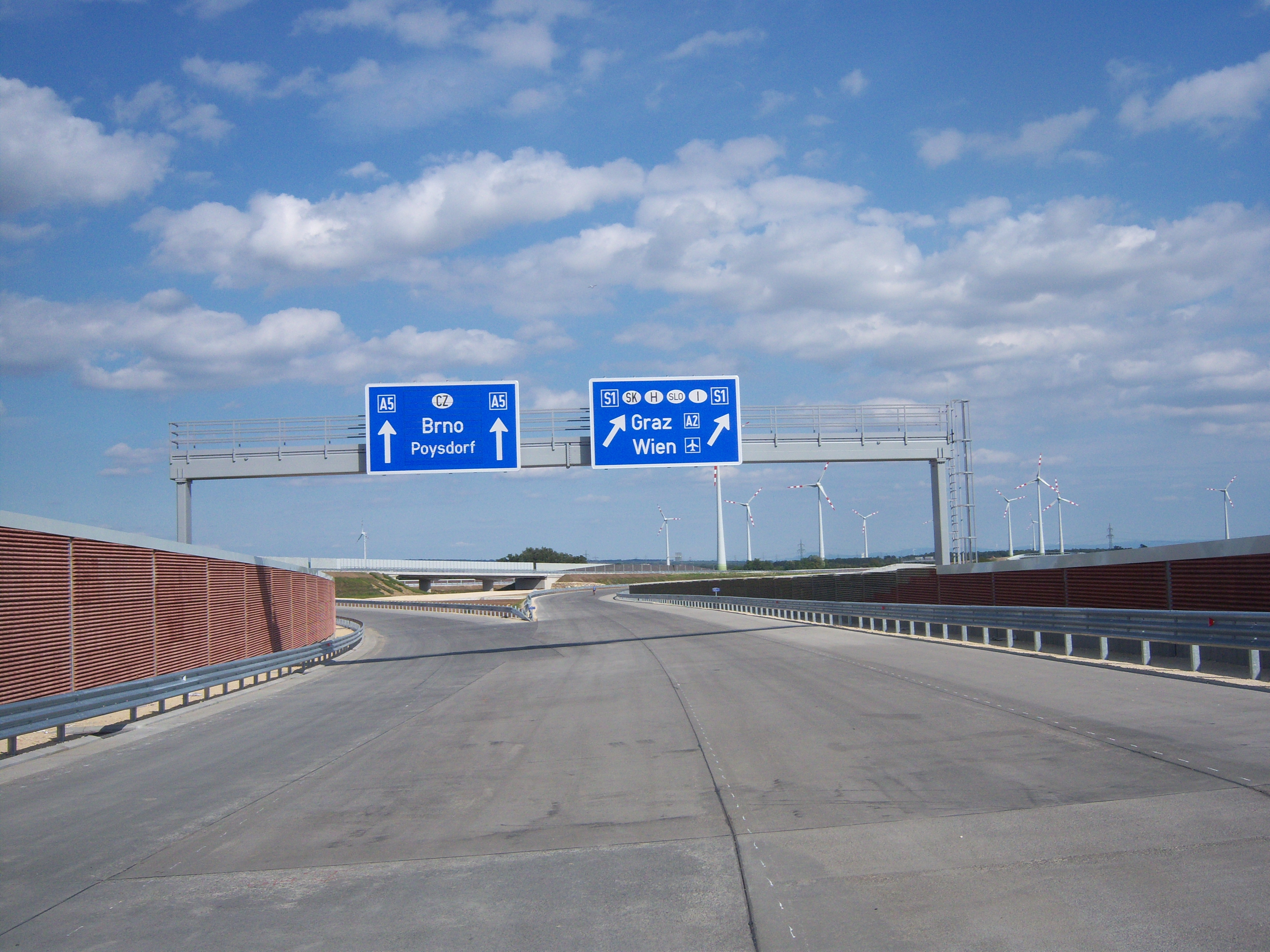
Křižovatka Eibesbrunn s nájezdem na A5 (ve výstavbě)
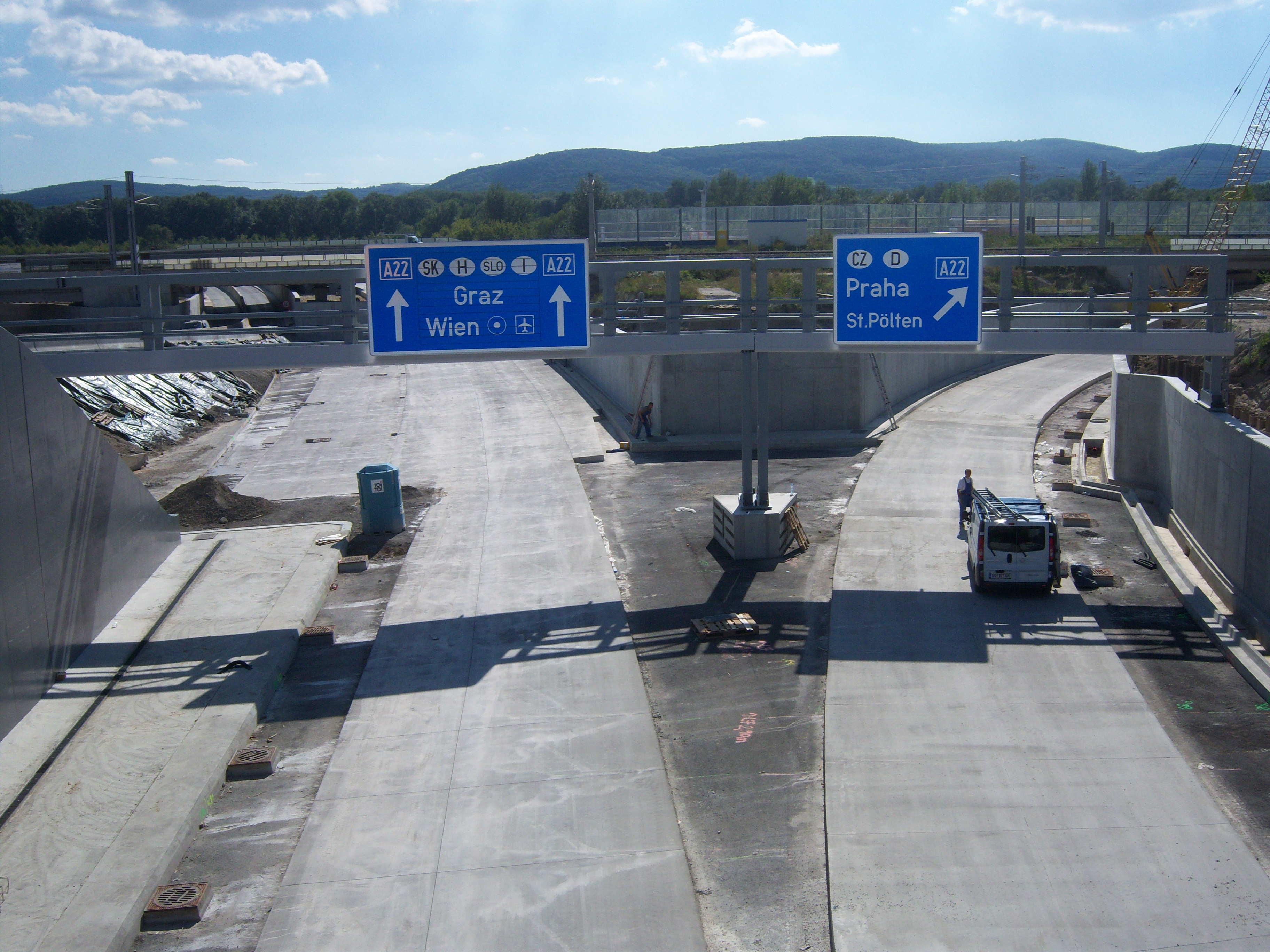
Konec S1 na křižovatce Korneuburg (ve výstavbě)